# أوليغ بونوماريوف
أوليغ بونوماريوف هو لاعب كرة قدم روسي في مركز الوسط، ولد في 12 يناير 1991 في بارناول في روسيا. لعب مع دينامو بارنول.